# Édifice Aldred
L'Édifice Aldred est l'un des premiers gratte-ciel modernes montréalais. Il est situé aux abords de la place d'Armes, entre les rues Saint-Jacques et Notre-Dame, dans le Vieux-Montréal. Sur cet emplacement s'élevaient auparavant l'immeuble de la Banque Jacques-Cartier et la librairie Granger et Frères.
Aussi connu sous le nom d'Édifice de la Prévoyance, il s'élève à 90 mètres, totalisant 23 étages. Il a été  construit de 1929 à 1931. Cet édifice a été conçu par l'architecte Ernest Isbell Barott de la firme Barott & Blackader, au compte de la  société financière Aldred, liée à la Shawinigan Water and Power Company et nommé en l'honneur de son fondateur John Edward Aldred. Le bâtiment aux étages en retrait est de style « ziggourat ». Il est situé dans les secteurs protégés de l'arrondissement historique de Montréal (provincial) et le secteur de valeur patrimoniale exceptionnelle du Vieux-Montréal (municipal). 

### Liens externes

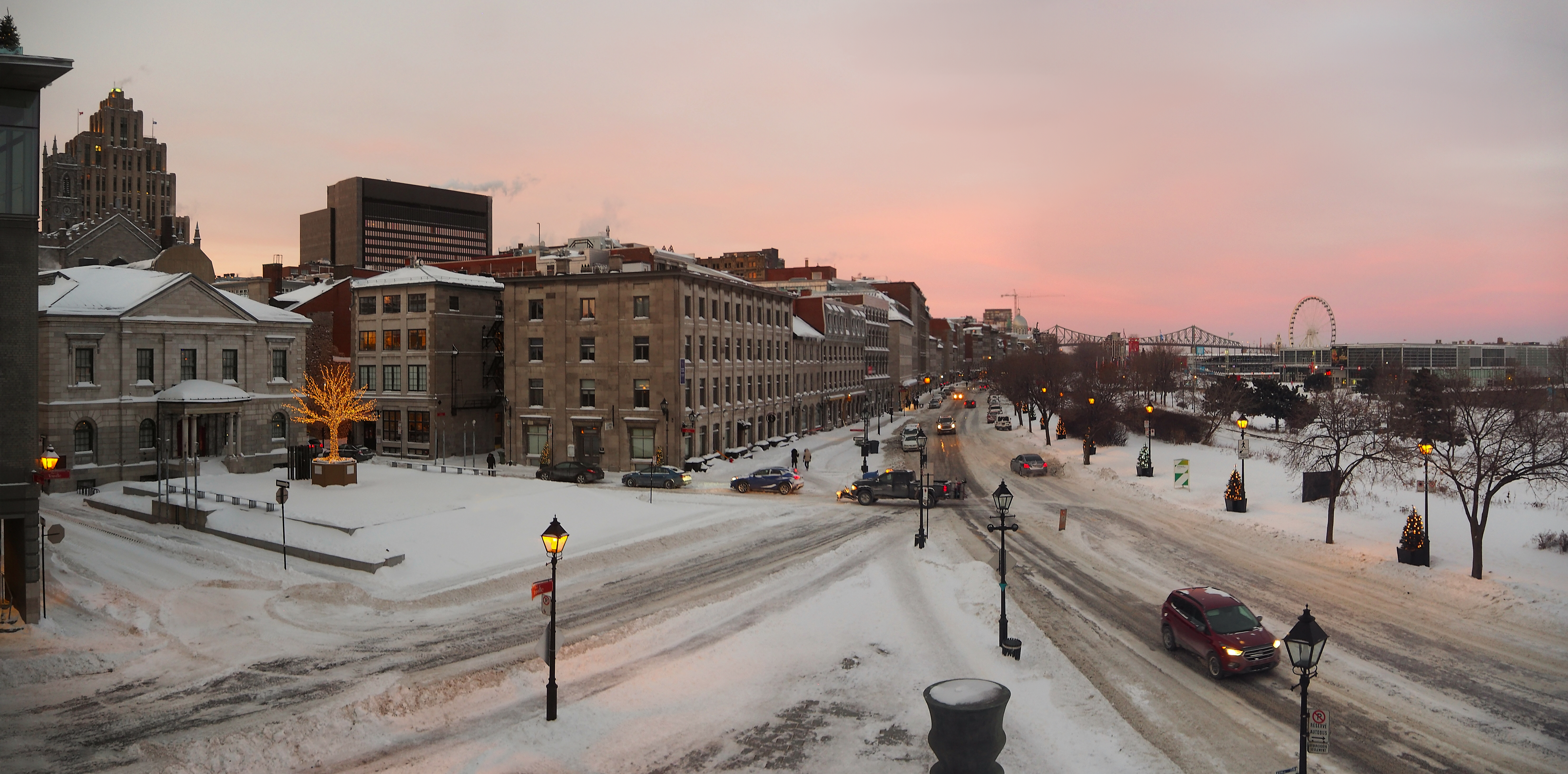
Rue de la Commune et Place d'Youville, vue du musée Pointe-à-Callière. On voit l'édifice Aldred à gauche.

## Situation

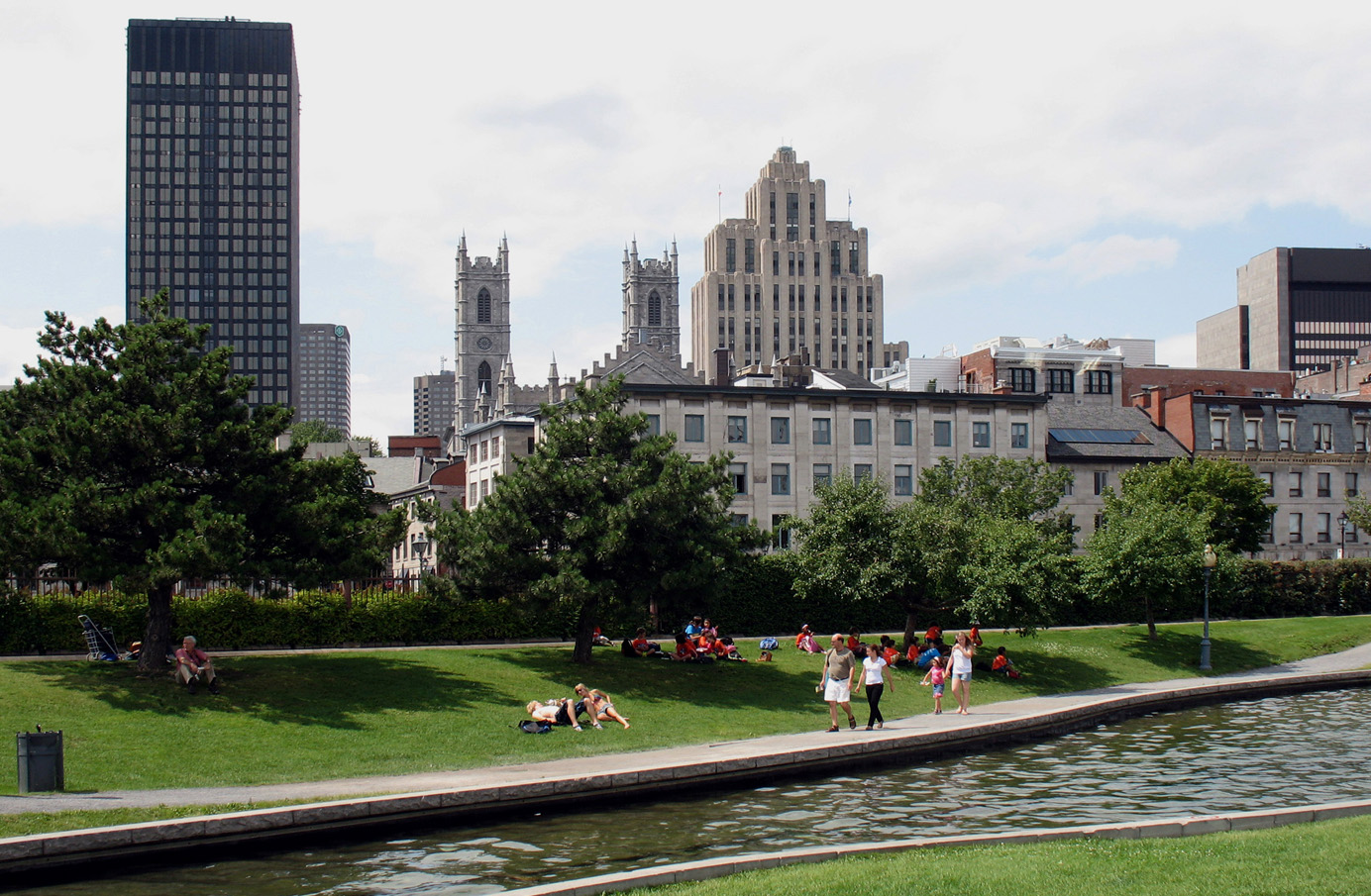
L'édifice Aldred vu du Vieux-Port de Montréal.

Situé au coin sud-est de la place d'Armes, le bâtiment s'étend sur plus de 1 700 mètres carrés, avec une façade de 10 m donnant sur cette dernière et puis 55 m donnant sur la rue Notre-Dame. Deux spacieux vestibules donnent d'ailleurs sur ces avenues. Il est situé tout juste à côté de l'édifice New York Life.
L'édifice Aldred a une vocation d’affaires ou de conseils spécialisés (droit, finance, industriel et commercial). Ce bâtiment important du paysage montréalais a depuis longtemps été dépassé en hauteur par les gratte-ciel modernes. Pourtant, à l'époque de sa construction, il était le plus haut du paysage urbain. Barott profita d'un changement dans la réglementation de la ville afin d'avoir un édifice de cette hauteur. Il fut construit afin de symboliser de façon monumentale la richesse de la compagnie de J.E. Aldred, avec des investissements d’un peu moins de 3 millions de dollars (en 1931).

## Description

### Architecture
Des efforts furent déployés afin de créer un immeuble s'harmonisant au secteur. Ainsi, la pierre calcaire est du même type que celle utilisée pour les bâtiments voisins. De plus, la taille de l'édifice est réduite graduellement aux huitième, treizième et seizième étages de façon qu’il forme une sorte de pyramide de type Art déco. Ainsi, la comparaison peut être faite avec le Chrysler Building (77 étages) et  l'Empire State Building (102 étages) à New York. Même s'il s'agit d'une version miniature de ces derniers, avec ses 23 étages. L'Édifice Aldred est aussi un exemple de verticalité, une des caractéristiques propres au mouvement artistique Art déco. Ce n'est donc pas seulement par sa hauteur que l'Édifice Aldred se démarquait à Montréal, mais surtout par l'absence de référence classique au niveau du détail, marquant à l’époque un grand changement vers le moderne et l'Art déco.

### Décoration

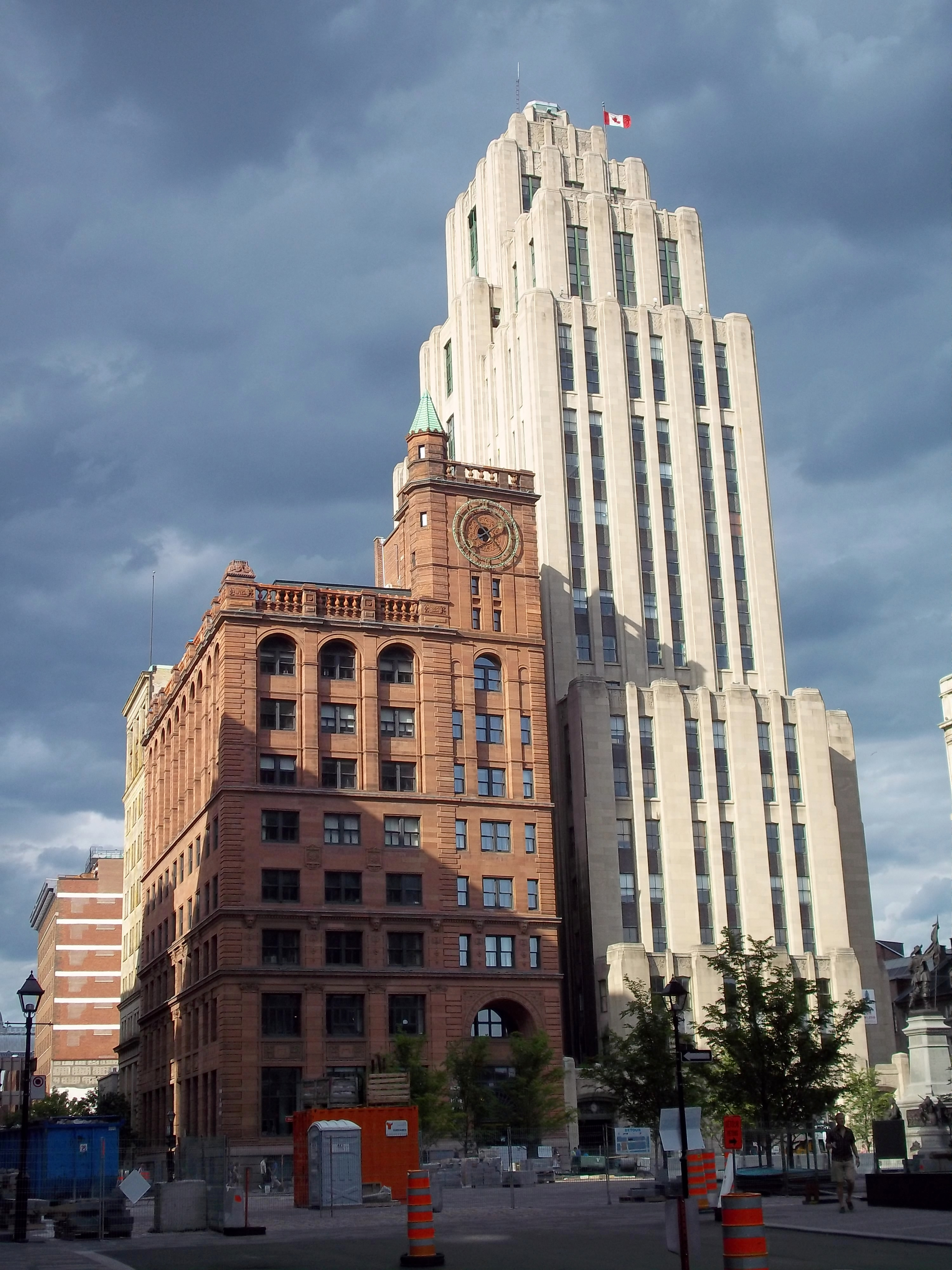
Les édifices New York Life et Aldred sur la place d'Armes.

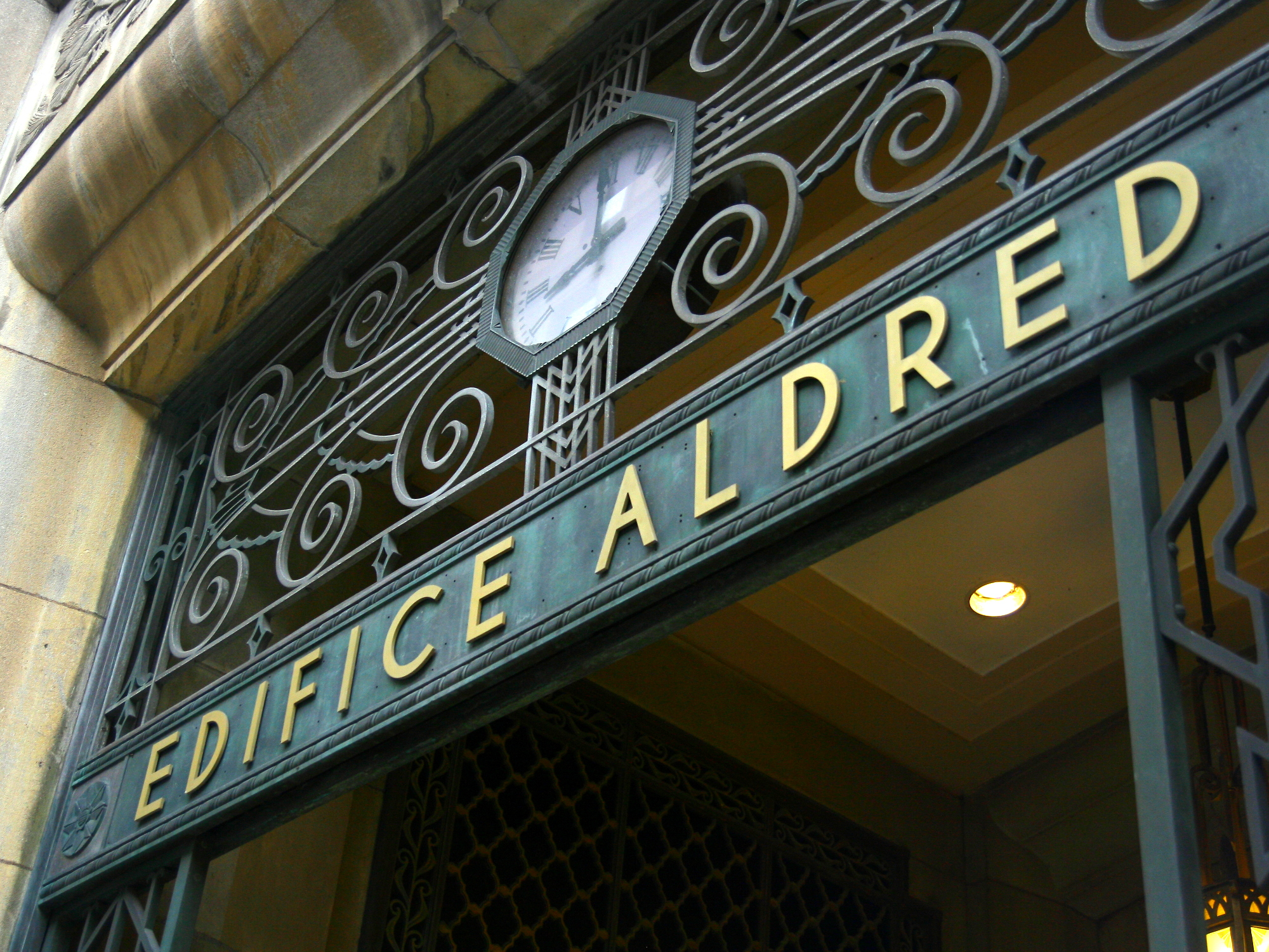
Panneau frontal surplombant l'entrée de l'Édifice Aldred.

L'édifice Aldred a deux caractéristiques particulières par rapport à l'utilisation des matériaux : premièrement, l’utilisation de matériaux nobles démontre la richesse de l'époque ; ensuite, l’utilisation d’une structure d’aluminium et d’outils modernes démontre l'engouement de l’époque pour les nouvelles technologies. Les façades extérieures sont recouvertes de calcaire d’Indiana (Indiana Limestone) basées sur du granite. Les éléments décoratifs de la façade sont composés de sculptures, plinthes, de métal et de panneaux décoratifs. Les portes sont faites de métal et recouvertes de bronze. L'intérieur, au niveau du vestibule, est recouvert sur les murs et les planchers de plusieurs variétés de marbres, tel le « Belgian Black », le « Yellow Sienna », le « Tinos Greek », le St. Genevieve Golden Vein (« St. Genevieve marble (en) »), le « Verde Antique » et le « Mutonelle ». Le reste de l’édifice est couvert de laiton et de « terrazzo », imitant le marbre. Les décorations sont d’inspiration Art déco. Elles sont complétées à l’aide de formes géographiques simples sans réelle référence historique, répondant plutôt au contexte régional et imitant la flore ainsi que la faune locale.

### Structure
La structure métallique est supportée par deux étages sous le niveau du sol. Celle-ci est appuyée sur une base de béton de trois mètres d’épaisseur. L’acier est à l’épreuve du feu puisque recouvert de tuiles de « terra cotta » et est renforcé par des planchers de béton. Cette structure permet l’ouverture de 840 fenêtres, recouvrant approximativement 20 % de la surface extérieure de l’immeuble.

### Équipements
Les équipements installés dans l'édifice l'identifient en tant que structure moderne. On retrouve l'air conditionné aux neuf premiers étages et au sous-sol. Un système de ventilation filtre l'air des autres étages. Un aspirateur central, une horloge électrique, un incinérateur et six ascenseurs à haute vitesse comptent parmi les équipements modernes prédécesseurs des gratte-ciel qui suivront.